# Sympistis nenum
Sympistis nenum là một loài bướm đêm thuộc họ Noctuidae. Nó được tìm thấy ở Utah.